# Église Saint-Michel de La Vallée-au-Blé
L'église Saint-Michel de La Vallée-au-Blé est une église située sur le territoire de la commune de La Vallée-au-Blé, dans le département de l'Aisne, en France.

## Description
L'église de La Vallée-au-Blé est dédiée à saint Michel. L'église date de 1957 du fait que l'ancienne est détruite lors d'une chute d'avion dans la nuit du 17 mai 1940 au 18 mai 1940. La nouvelle église est construite au même emplacement que l'ancienne église. Par rapport à l'ancien édifice, elle ne comporte pas de transept.

### Galerie

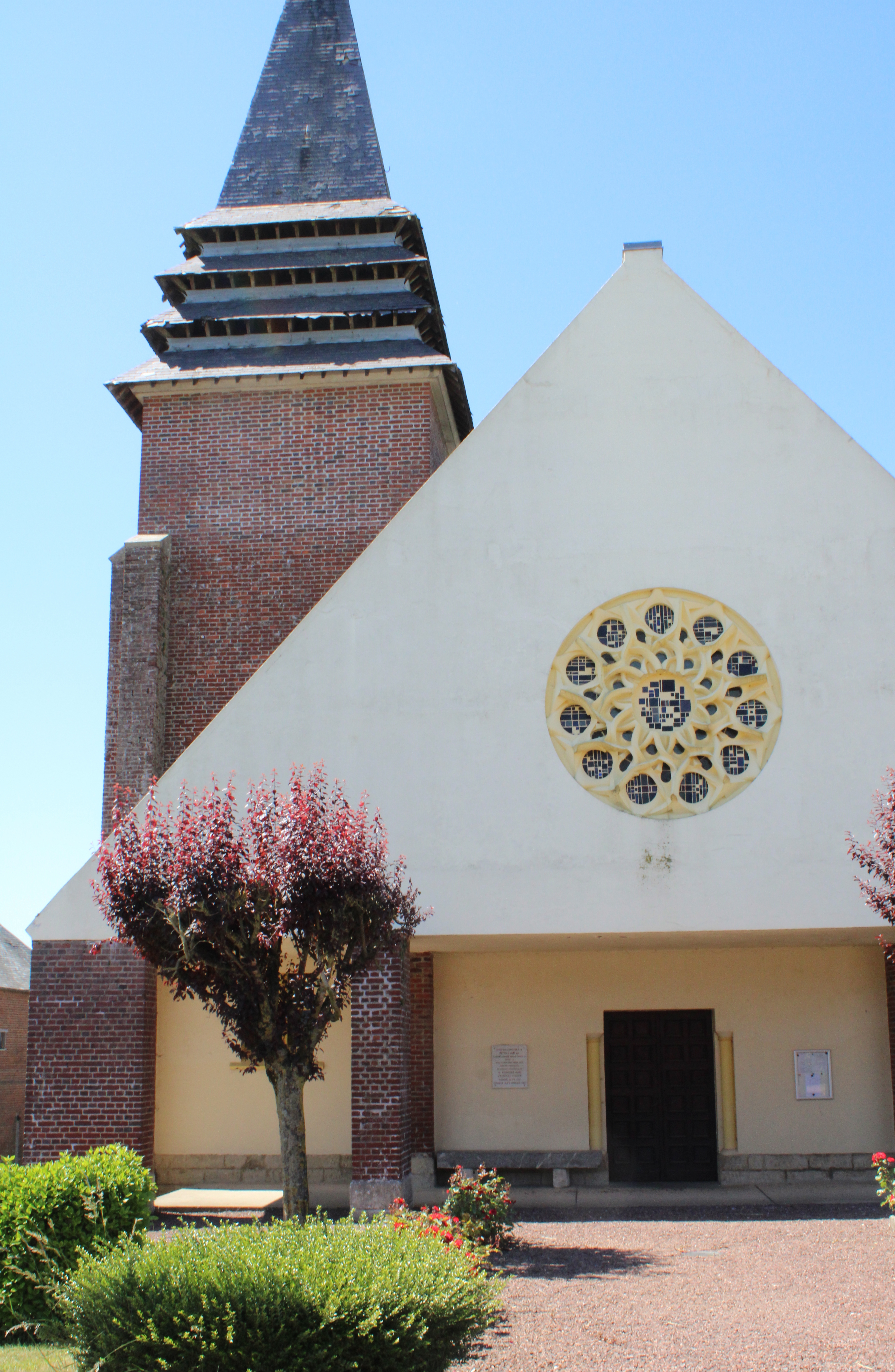
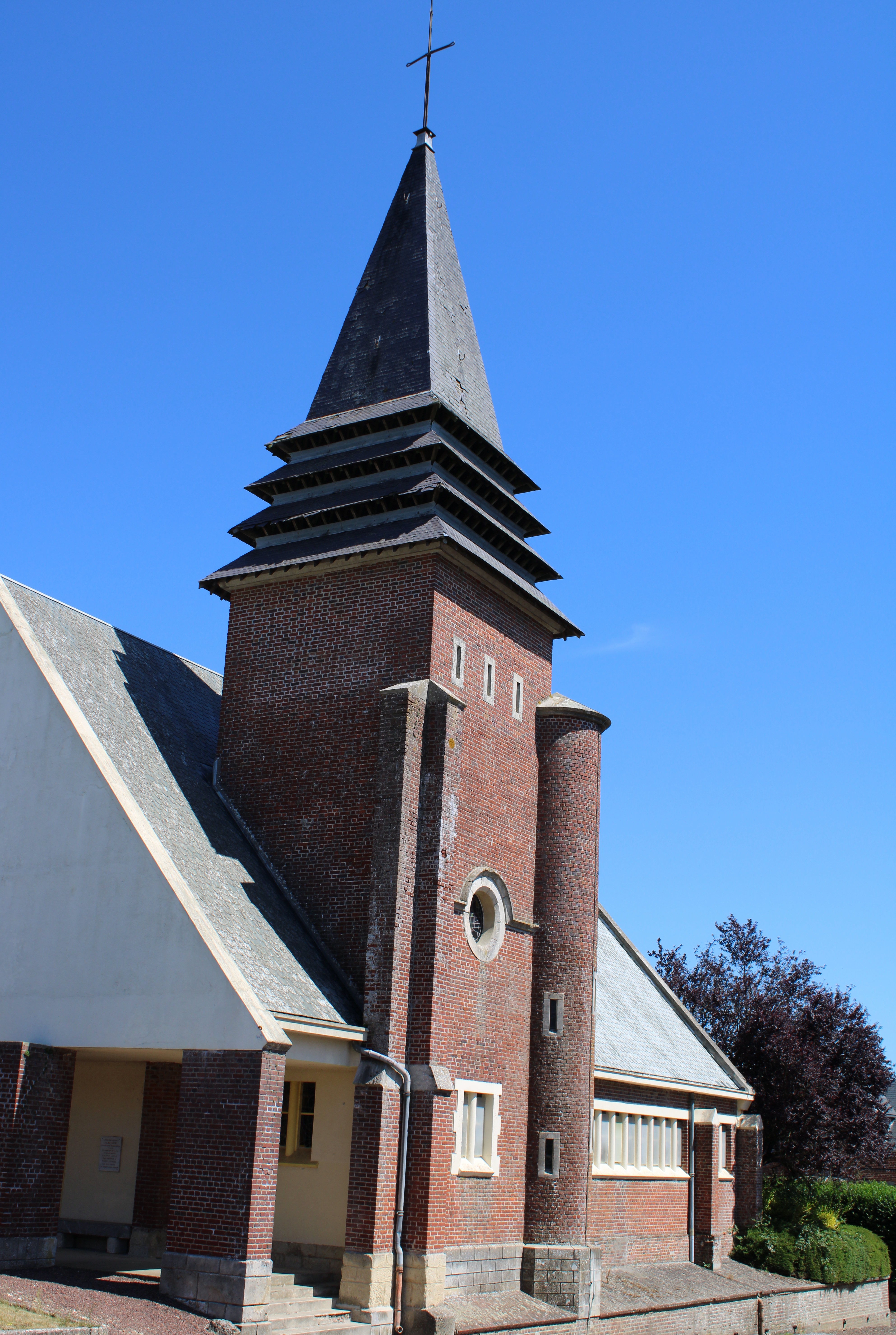
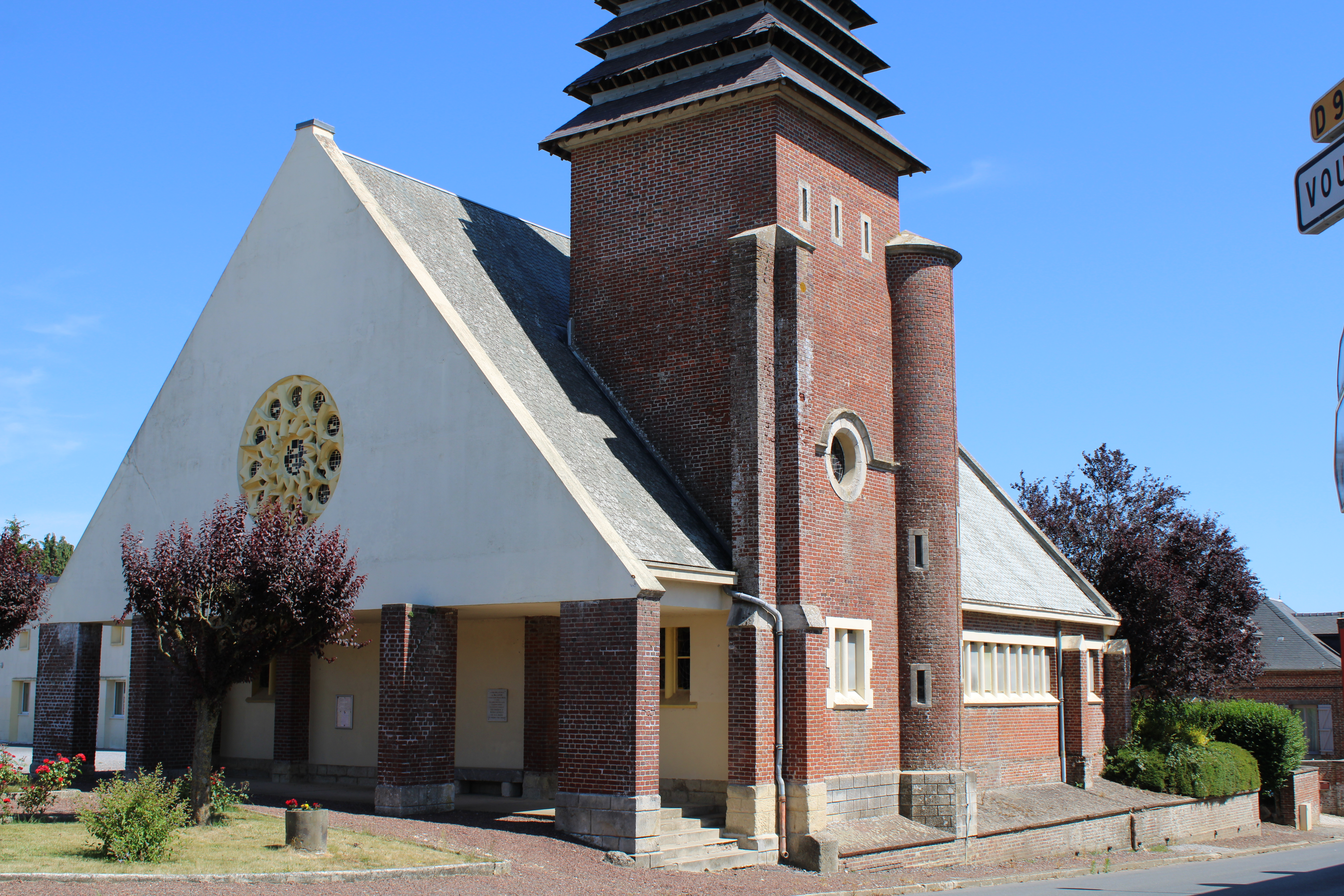